# Valentim de Barros
Valentim de Barros foi um militar português.

## Biografia
Filho de Lopo de Barros (c. 1423 - Braga, d. 1480), Escudeiro, 1.º Senhor do Morgado da Amieira, Senhor da Torre da Pousada, em Calvelo, Vínculo que seu pai lhe instituíra com Capela de Nossa Senhora da Graça no Claustro da Sé, Escudeiro do Arcebispo de Braga quando, a 18 de Julho de 1450, foi Procurador do número da cidade, filho sacrílego de Gonçalo Nunes de Barros e de Isabel de Castro, legitimado por Carta Real de D. Afonso V de Portugal de 19 de Abril de 1453, etc, e de sua mulher (Porto, c. 1444) Isabel Anes e irmão mais velho de Lopo de Barros, pai de João de Barros.
Matriculou-se em ordens menores em Braga a 25 de Fevereiro de 1458. Sucedeu e foi 2.º Senhor dos Morgados de Amoreira, de Calvelo e da Quinta da Pousada das Donas, em Calvelo, vínculo que acrescentou, com obrigação de novas missas.
Era Escudeiro de D. João II de Portugal quando, a 10 de Janeiro de 1492, este lhe passou Carta de Privilégio de Fidalgo da Casa Real. Foi, ainda, Capitão-Mor das Esquadras Navais deste Rei.
Distinguiu-se em Campanhas em África e em Castela nos reinados de D. Afonso V de Portugal, de D. João II de Portugal e de D. Manuel I de Portugal.
Fez o seu Testamento em Lisboa, no Notário Diogo Fernandes, a 3 de Setembro de 1512, onde nomeia sucessor nos Morgados seu filho Lopo.

## Casamento e descendência
Legitimou os seus filhos em Coimbra a 29 de Julho de 1506 e por subsequente casamento com Beatriz Pereira ou Beatriz Vaz, da Quinta de Tresmonde em Penela, filha de Gaspar de Faria. Teve dois filhos: 
- Lopo de Barros, Fidalgo da Casa Real a 4 de Fevereiro de 1512, Senhor Consorte do Morgado da Casa e Quinta de Real junto a Braga e da Quinta vinculada de/da Pousada, casado em Braga a 16 de Março de 1516 com Beatriz Bravo de Araújo, Senhora do Morgado da Casa e Quinta de Real junto a Braga (instituído a 10 de Abril de 1539) e da Quinta vinculada de/da Pousada, da qual teve uma filha: 
  - Ana de Barros, Senhora da Quinta vinculada de Pousada, casada a 3 de Março de 1548 com Escritura de Dote de 2 de Março de 1549 feito na Quinta de Real pelo Tabelião José de Freitas Peixoto, com Pedro Gomes de Abreu, com geração
- D. Frei Brás de Barros, 1.º Bispo de Leiria[1]